# Nati nel 1908/Giugno
| Questa pagina contiene informazioni ricavate automaticamente dalle voci biografiche con l'ausilio del template Bio e di un bot. L'aggiornamento è periodico e automatico e ricostruisce completamente la pagina. Se manca una persona in questa lista, sei pregato di non aggiungerla, ma accertati piuttosto che la sua voce biografica contenga il template Bio e che i dati anagrafici siano correttamente compilati. Se il template Bio manca, inseriscilo tu stesso o, in alternativa, metti l'avviso {{tmp\|Bio}} che ne segnala la mancanza. Se i dati riportati sono sbagliati, correggi direttamente la voce biografica; le modifiche saranno visibili in questa lista entro pochi giorni. Per chiarimenti vedi il progetto biografie. La lista contiene solo le 141 persone che sono citate nell'enciclopedia e per le quali è stato implementato correttamente il template Bio. Pagina aggiornata al 10 lug 2025. |

- 1º giugno - Gunnel Ahlin, scrittrice svedese († 2007)
- 1º giugno - Bruno Caleari, militare italiano († 1940)
- 1º giugno - Henri Cuvelier, pallanuotista francese († 1937)
- 2 giugno - Costantino Bianchi, ingegnere e politico italiano († 1965)
- 2 giugno - Franz Herber, militare tedesco († 1996)
- 2 giugno - Marcel Langiller, calciatore francese († 1980)
- 2 giugno - Jacques Sevestre, militare francese († 1940)
- 2 giugno - Steffie Spira, attrice austriaca († 1995)
- 3 giugno - Kevin William Barden, arcivescovo cattolico e missionario irlandese († 2004)
- 3 giugno - Ettore Carruccio, storico della scienza, logico e matematico italiano († 1980)
- 3 giugno - Mário Filho, giornalista e scrittore brasiliano († 1966)
- 3 giugno - Antonio Scaglia, poeta, scrittore e commediografo italiano († 1994)
- 3 giugno - Mario Toscano, storico e diplomatico italiano († 1968)
- 4 giugno - Geli Raubal, austriaca († 1931)
- 4 giugno - Erich Srbek, calciatore cecoslovacco († 1973)
- 4 giugno - Alejandro Villanueva, allenatore di calcio e calciatore peruviano († 1944)
- 5 giugno - Renato Avanzinelli, scultore italiano († 1970)
- 5 giugno - Leslie Cliff, pattinatore artistico su ghiaccio britannico († 1969)
- 5 giugno - Sammy Fajarowicz, scacchista tedesco († 1940)
- 5 giugno - John Russell Fearn, autore di fantascienza britannico († 1960)
- 5 giugno - Launcelot John Goody, arcivescovo cattolico britannico († 1992)
- 5 giugno - Branislav Hrnjiček, calciatore jugoslavo († 1964)
- 5 giugno - Edgar Lederer, biochimico austriaco († 1988)
- 5 giugno - Miangul Jahan Zeb, principe pakistano († 1987)
- 5 giugno - Craig Rice, scrittrice e sceneggiatrice statunitense († 1957)
- 5 giugno - Franco Rol, pilota di Formula 1 italiano († 1977)
- 5 giugno - Jean Salomon Simon, militare francese († 1945)
- 5 giugno - Pedro Suárez, calciatore argentino († 1979)
- 5 giugno - Ernesto Zardini, combinatista nordico e saltatore con gli sci italiano († 1939)
- 5 giugno - Mikayıl Müşfiq, poeta, traduttore e pedagogo azero († 1938)
- 6 giugno - Giovanni Bracco, pilota automobilistico italiano († 1968)
- 6 giugno - Rudolf Gramlich, allenatore di calcio e calciatore tedesco († 1988)
- 7 giugno - Margherita Carosio, soprano e attrice italiana († 2005)
- 7 giugno - Raffaele Di Paco, ciclista su strada e pistard italiano († 1996)
- 8 giugno - Rino Albertarelli, illustratore e fumettista italiano († 1974)
- 8 giugno - Inah Canabarro Lucas, religiosa e supercentenaria brasiliana († 2025)
- 8 giugno - Bruno Enei, docente, politico e partigiano brasiliano († 1967)
- 8 giugno - Leo Lemešić, calciatore, allenatore di calcio e arbitro di calcio jugoslavo († 1978)
- 8 giugno - Mario Migliavacca, calciatore italiano
- 9 giugno - Edmondo Cione, storico della filosofia, politico e critico letterario italiano († 1965)
- 9 giugno - Carlo Dionisotti, critico letterario, filologo e storico della letteratura italiano († 1998)
- 9 giugno - Sergio Fenoaltea, politico italiano († 1995)
- 9 giugno - Imre Markos, allenatore di calcio e calciatore ungherese († 1960)
- 9 giugno - Branch McCracken, cestista, giocatore di football americano e allenatore di pallacanestro statunitense († 1970)
- 9 giugno - Francesco Roccati, maratoneta italiano († 1969)
- 10 giugno - Robert Eddison, attore britannico († 1991)
- 10 giugno - Brooks Otis, critico letterario e latinista statunitense († 1977)
- 10 giugno - Enrique Segarra, architetto spagnolo († 1988)
- 11 giugno - Law Adam, calciatore olandese († 1941)
- 11 giugno - Karl Hein, martellista tedesco († 1982)
- 11 giugno - Francesco Marto, portoghese († 1919)
- 12 giugno - Peppino De Martino, attore italiano († 1965)
- 12 giugno - Michel Marcel Navratil, francese († 2001)
- 12 giugno - Marina Timofeevna Semënova, ballerina russa († 2010)
- 12 giugno - Otto Skorzeny, militare tedesco († 1975)
- 13 giugno - L. B. Abbott, artista e effettista statunitense († 1985)
- 13 giugno - Gianni Citterio, partigiano italiano († 1944)
- 13 giugno - Eraldo Fozzer, scultore italiano († 1995)
- 13 giugno - Aldo Melani, calciatore italiano († 2001)
- 13 giugno - Nino Pirrotta, musicologo italiano († 1998)
- 13 giugno - Antonio Rivarola, calciatore argentino († 1974)
- 13 giugno - Maria Helena Vieira da Silva, pittrice portoghese († 1992)
- 14 giugno - Arrigo Del Rigo, pittore e disegnatore italiano († 1932)
- 14 giugno - Gioacchino Guaragna, schermidore italiano († 1971)
- 14 giugno - Kathleen Raine, poetessa britannica († 2003)
- 15 giugno - Václav Bára, calciatore cecoslovacco († 1990)
- 15 giugno - Maria Carbone, soprano italiano († 2002)
- 15 giugno - Sam Giancana, mafioso statunitense († 1975)
- 15 giugno - Gastone Silvano Spinetti, giornalista e funzionario italiano († 1973)
- 16 giugno - Vera Atkins, agente segreto britannico († 2000)
- 16 giugno - Hans Jakob, calciatore tedesco († 1994)
- 16 giugno - Antonio Maddaluno, calciatore italiano († 1973)
- 16 giugno - George M. McCune, linguista e insegnante statunitense († 1948)
- 16 giugno - Massimo Salvadori Paleotti, storico e antifascista italiano († 1992)
- 16 giugno - Sarit Thanarat, politico e generale thailandese († 1963)
- 17 giugno - Webster Aitken, pianista e insegnante statunitense († 1981)
- 17 giugno - Max Charbit, calciatore francese († 2001)
- 17 giugno - Antonio Negro, medico italiano († 2010)
- 17 giugno - Alfredo Enrique Peralta Azurdia, politico e militare guatemalteco († 1997)
- 17 giugno - Eriprando Poggipollini, arbitro di calcio italiano († 1997)
- 17 giugno - Frank Sully, attore statunitense († 1975)
- 18 giugno - Henry Bouquillard, militare e aviatore francese († 1941)
- 18 giugno - Jean Claessens, calciatore belga († 1978)
- 18 giugno - Bud Collyer, doppiatore e conduttore televisivo statunitense († 1969)
- 18 giugno - Andrea Ercoli, imprenditore, dirigente sportivo e calciatore italiano († 2005)
- 18 giugno - Karl Hohmann, calciatore e allenatore di calcio tedesco († 1974)
- 18 giugno - Nedra Volz, attrice statunitense († 2003)
- 19 giugno - Quentin N. Burdick, politico statunitense († 1992)
- 19 giugno - Mario Capuani, partigiano e medico italiano († 1943)
- 19 giugno - Roger Grove, giocatore di football americano statunitense († 1986)
- 19 giugno - Vladimír Syrovátka, canoista cecoslovacco († 1973)
- 20 giugno - Murray Barr, medico canadese († 1995)
- 20 giugno - Giuseppe Flores D'Arcais, pedagogista italiano († 2004)
- 20 giugno - Herbert Leupold, fondista e sciatore di pattuglia militare tedesco († 1942)
- 20 giugno - Emilio Mori, ostacolista e multiplista italiano († 1998)
- 20 giugno - Leopold Horace Ognall, scrittore e giornalista scozzese († 1979)
- 20 giugno - Rafael Ortiz, compositore e chitarrista cubano († 1994)
- 20 giugno - Giuseppe Palladino, economista italiano († 1994)
- 20 giugno - Alberto Vesperoni, calciatore argentino († 1990)
- 21 giugno - Armando Sabatini, politico italiano († 2003)
- 22 giugno - Pablo Dorado, calciatore uruguaiano († 1978)
- 22 giugno - Cyrus Gordon, archeologo statunitense († 2001)
- 22 giugno - Hans Hartmann, alpinista e fisiologo tedesco († 1937)
- 23 giugno - Giacomo Enrico di Borbone-Spagna, nobile spagnolo († 1975)
- 23 giugno - Pier Luigi Ighina, pseudoscienziato italiano († 2004)
- 23 giugno - Cipe Pineles, direttrice artistica austriaca († 1991)
- 23 giugno - Anna Riwkin-Brick, fotografa svedese († 1970)
- 23 giugno - Karl Warner, velocista statunitense († 1995)
- 24 giugno - Nino Caffè, pittore e incisore italiano († 1975)
- 24 giugno - Hugo Distler, organista e compositore tedesco († 1942)
- 24 giugno - Marina Ladynina, attrice sovietica († 2003)
- 24 giugno - Francesco Neffat, politico, antifascista e partigiano italiano († 1990)
- 24 giugno - Tullio Pinelli, scrittore, sceneggiatore e drammaturgo italiano († 2009)
- 24 giugno - Alfons Rebane, militare estone († 1976)
- 25 giugno - Holger Crafoord, imprenditore svedese († 1982)
- 25 giugno - Willard Van Orman Quine, filosofo e logico statunitense († 2000)
- 25 giugno - Renato Scorticati, ciclista su strada italiano († 1978)
- 26 giugno - Salvador Allende, politico cileno († 1973)
- 26 giugno - Jesús Antonio Castro Becerra, vescovo cattolico colombiano († 1991)
- 26 giugno - Estrellita Castro, cantante, ballerina e attrice spagnola († 1983)
- 26 giugno - Enzo Di Gianni, poeta, editore e regista italiano († 1975)
- 26 giugno - Mario Maria Jacopetti, ingegnere elettrotecnico italiano († 1963)
- 26 giugno - Albert F. Shields, ingegnere statunitense († 1974)
- 27 giugno - Edi Consolo, alpinista, sciatore e pittore italiano († 2004)
- 27 giugno - Władysław Raginis, militare polacco († 1939)
- 27 giugno - João Guimarães Rosa, scrittore, medico e diplomatico brasiliano († 1967)
- 28 giugno - Norman Lewis, scrittore britannico († 2003)
- 28 giugno - Thomas Reid MacDonald, pittore canadese († 1978)
- 28 giugno - Heinz Moog, attore tedesco († 1989)
- 29 giugno - Leroy Anderson, compositore statunitense († 1975)
- 29 giugno - Fritz Feierabend, bobbista svizzero († 1978)
- 29 giugno - Bruno Fischer, scrittore statunitense († 1992)
- 29 giugno - Erik Lundqvist, giavellottista svedese († 1963)
- 29 giugno - Pratap Singh Gaekwad, principe indiano († 1968)
- 29 giugno - Giulio Tuci, militare italiano († 1941)
- 30 giugno - Charles Camproux, linguista francese († 1994)
- 30 giugno - Winston Graham, scrittore inglese († 2003)
- 30 giugno - Fernando Leoni, fantino italiano († 1982)
- 30 giugno - Eunice Norton, pianista statunitense († 2005)
- 30 giugno - Luigi Rovere, imprenditore e produttore cinematografico italiano († 1996)
- 30 giugno - Matvej Izrailevič Volodarskij, regista sovietico († 1991)